# سد سوسل
سد سوسل (به اسپانیایی: Presa de Saucelle) یک سد وزنی و نیروگاه برقابی در اسپانیا است که در Saucelle واقع شده‌است.